# 柯伯吉
埃爾布里奇·科爾比（1979年12月30日—），另譯柯伯吉，2025年起被美国第二任川普政府提名為负责制定政策的国防部次长。截至2019年，他作為一位美國國家安全政策專家，担任新美国安全中心（CNAS）国防项目主任，领导該智庫在国防问题上的工作。2017年至2018年他還從事五角大樓的國防政策規劃高級職務。

## 職業生涯
2008年，他在兰德公司担任兼职工作人员。
2016年美國總統大選期間，他曾為傑布·布希的國防顧問，後因其理念被認為屬於伊朗鴿派，最終離開團隊。
他曾於2017年至2018年擔任第一任川普政府的副助理國防部長，負責戰略和部隊發展工作。在此期間，他在制定2018年《美國國防戰略》中發揮了關鍵作用，推動國防部將重心轉向應對中國崛起帶來的戰略挑戰。
2018年6月，柯伯吉被任命為新美國安全中心（Center for a New American Security，CNAS）國防計畫主任。2019年，他與韋斯·米切爾（A. Wess Mitchell）共同創立了馬拉松倡議（Marathon Initiative），致力於應對大國競爭背景下的長期戰略挑戰。
2024年12月22日，第二次當選總統的川普在社交媒體宣布，提名柯伯吉出任負責制定政策的國防部次長。2025年4月8日，參議院以54比45的票數通過他的任命案，柯伯吉獲三位民主黨議員支持，而米奇·麥康奈爾是唯一投下反對票的共和黨議員。

## 觀點爭議
根據美國新聞網站「酒杯新聞」報導，柯伯吉往日的觀點引發了共和黨內部國防鷹派和MAGA派的外交政策論戰。他的盟友包括川普總統的長子小唐納及副總統范斯。
提名聽證前，共和黨參議員湯姆·柯頓等人私下對柯伯吉過去著作之中的觀點表示疑慮，包括他「伊朗即使擁核也能被遏制」的說法，傳統觀點認為美國的政策應該是透過所有必要手段杜絕伊朗取得核武的可能性。柯伯吉還要求減少在中東的軍事介入，也讓以色列遊說團體和猶太組織不安。
柯伯吉曾表示美國國防的重點應從歐洲和中東轉向印太地區，以應對中國人民解放軍，他還指台灣軍費太低，應增至國內生產總值的百分之五。

## 家族
柯伯吉出身國安世家，他的祖父威廉·科爾比（William Colby）曾在前總統尼克森和福特任內領導美國中央情報局。

## 外部連結
- The United States should prioritize Taiwan over Ukraine, a 2023 opinion piece by Colby and Alex Velez-Green in The Washington Post
- The Tragedy of Foreign-Policy Realism by Malcom Kyeyune
- Elbridge Colby on Multipolarity Podcast